# 赛勒斯·艾德勒

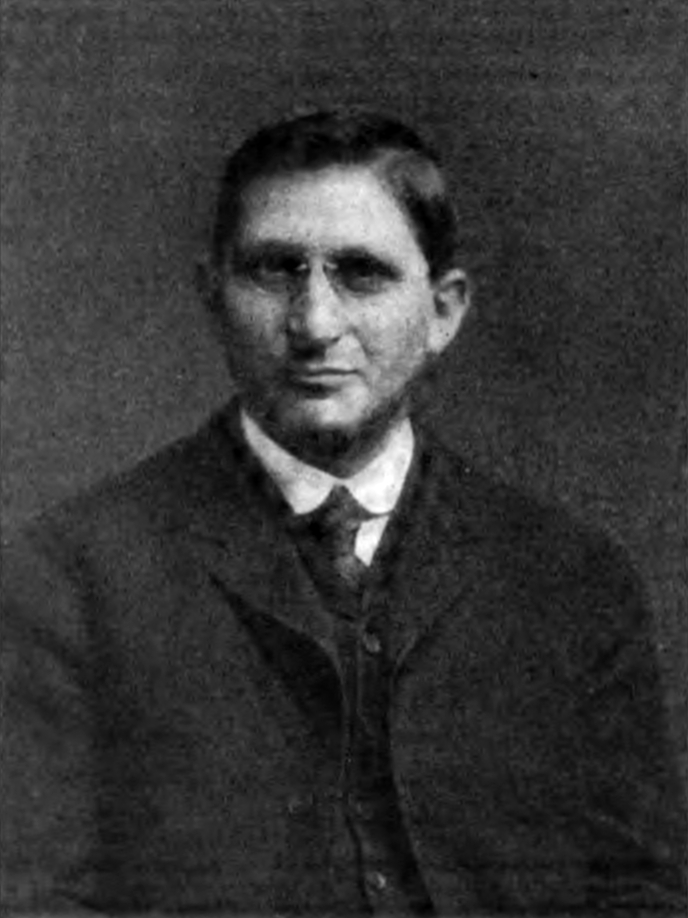

赛勒斯·艾德勒（Cyrus Adler；1863年9月13日—1940年4月7日），是一位美国教育家、犹太人宗教领袖和学者。

## 生平
1863年9月13日，赛勒斯·艾德勒出生于美国阿肯色州的范布伦，1883年毕业于宾夕法尼亚大学，1887年获得约翰霍普金斯大学闪族语言博士学位。他创立了犹太人福利委员会，编辑了《犹太人百科全书》和希伯来圣经的英文译本。  
1908年，他出任费城德罗普西学院院长，1924年出任纽约美洲犹太教神学院院长，他还对新国际百科全书做出了贡献。  
1940年病逝於費城，他生前的文件保存在宾夕法尼亚大学的犹太人高级研究中心。